# Spodnja Pohanca
Spodnja Pohanca – wieś w Słowenii, w gminie Brežice. W 2018 roku liczyła 119 mieszkańców.